# Castell-Platja d'Aro
Castell-Platja d'Aro (Spaans: Castillo de Aro-Playa de Aro) is een gemeente in de Spaanse provincie Girona in de regio Catalonië met een oppervlakte van 22 km². Castell-Platja d'Aro telt 10.567 inwoners (1 januari 2016). De gemeente is vooral bekend vanwege zijn badplaats Platja d'Aro.

## Ligging
Castell-Platja d'Aro is gelegen aan de Costa Brava op circa 35 kilometer ten zuidoosten van de stad Girona. De gemeente wordt begrensd door Calonge i Sant Antoni in het noorden, Santa Cristina d'Aro in het westen, Sant Feliu de Guíxols in het zuiden en de Middellandse Zee in het oosten.

## Kernen
De gemeente bestaat uit de volgende woonkernen (inwoners op 1 januari 2011):
- Castell d'Aro (1797 inwoners): plattelandsdorp
- Platja d'Aro (7286 inwoners): toeristische badplaats
- S'Agaró (1337 inwoners): residentiële bewoning aan zee

## Geschiedenis
De gemeente maakte deel uit van het historische land van Aro. Bij het ontstaan van de gemeenten bleef het land één gemeente. In 1858 werd de gemeente gesplitst in twee: enerzijds ontstond de gemeente Santa Cristina d'Aro en anderzijds ontstond een gemeente bestaande uit de 2 dorpen Castell d'Aro en Fanals d'Aro onder de naam Castell-Fanals d'Aro.

## Platja d'Aro
Platja d'Aro ontwikkelde zich vanaf de jaren '60 van een eenvoudig vissersdorp Fanals d'Aro tot de tweede belangrijkste toeristische badplaats aan de Costa Brava (na Lloret de Mar). Door de verstedelijking verschoof het centrum van Fanals naar de zee. In 1962 volgde een naamsverandering voor het dorp naar Platja d'Aro en werd Fanals een wijk in de nieuw ontstane badplaats. De heuvel Mas Nou ten westen van deze wijk werd op het einde van de jaren zestig verkaveld en er ontstond een villawijk tegen de flanken van de heuvel. Een van de pioniers was Staf Janssens van ijsroomfabriek IJsboerke samen met een aantal zakenmensen uit de buurt van Herentals. Een straatnaam in de verkaveling herinnert hieraan : Avinguda d'Herentals.
Sylvain Tack had hier in de jaren '70 eveneens een villa. Na de inwerkingtreding van het Verdrag van Straatsburg werden hier de uitzendingen van Radio Mi Amigo opgenomen.
Platja d'Aro overvleugelde al snel Castell d'Aro binnen de gemeente. Er kwamen winkelcentra en appartementen en langs het meer dan twee kilometer lange strand werd een wandeldijk aangelegd. Het gemeentehuis verhuisde naar Platja d'Aro dat nog steeds in een versneld tempo blijft verdergroeien.

## Demografische ontwikkeling
Bron: INE; 1857-2011: volkstellingen
Opm.: In 1858 werd Santa Cristina d'Aro een zelfstandige gemeente

## Zustersteden
- Brive-la-Gaillarde (Frankrijk)